# Ожигово (Рузский городской округ)

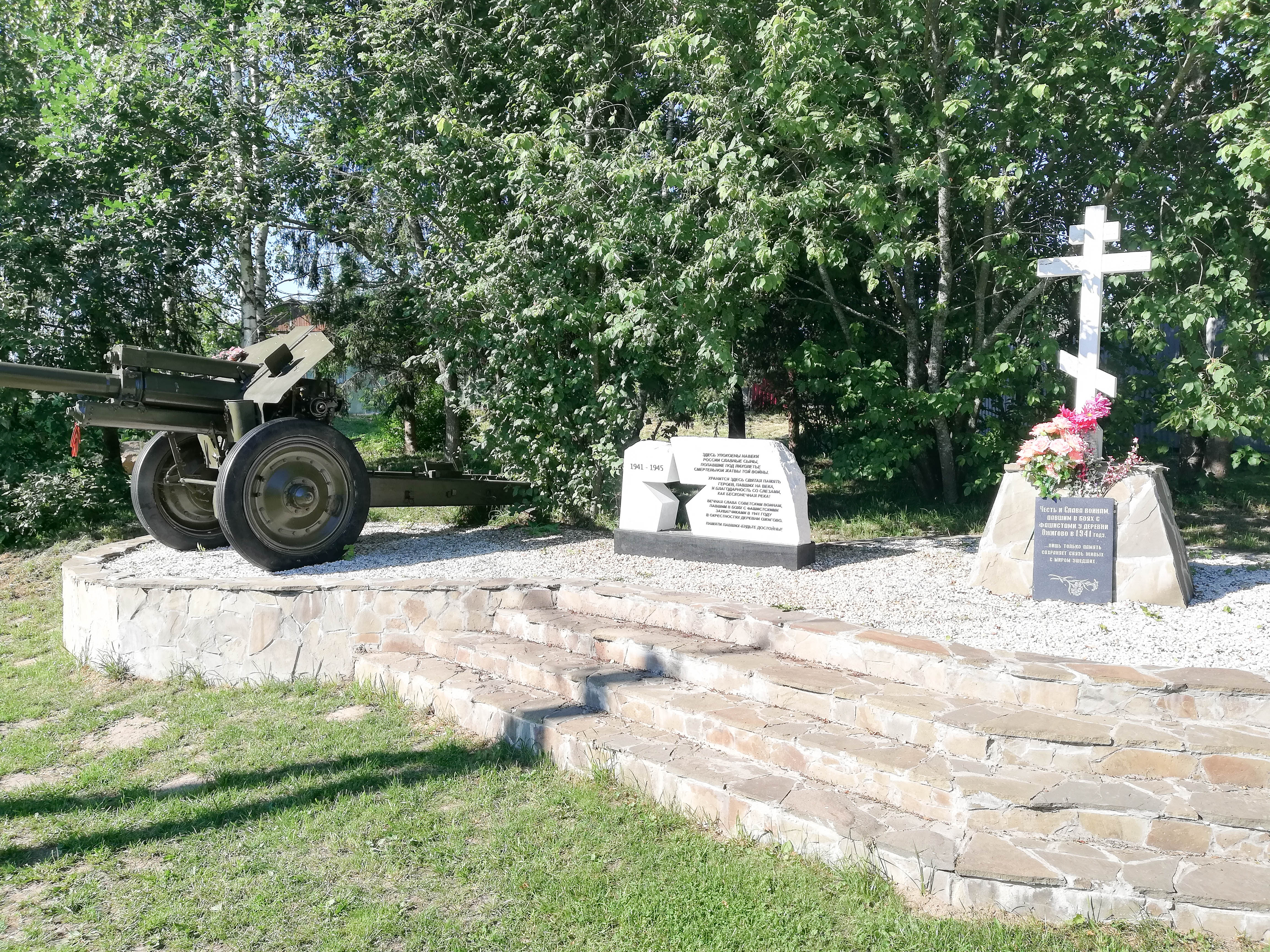
Воинский мемориал в Ожигово

Ожигово — деревня в Рузском городском округе Московской области России, до 2017 года входившая в состав сельского поселения Колюбакинское Рузского района.
Расположено на большом полуострове на берегу Москва-реки, в 78 км к западу от Москвы и в 7 км от посёлка городского типа Тучково.
В деревню ведёт автомобильная дорога, проезд по которой осуществляется круглогодично. Имеется магазин (работает с апреля по октябрь). Со всех сторон Ожигово окружено лесом.

## Население
| 2002 | 2006 | 2010 |
| ---- | ---- | ---- |
| 7    | ↘0   | ↗6   |